# 生態学

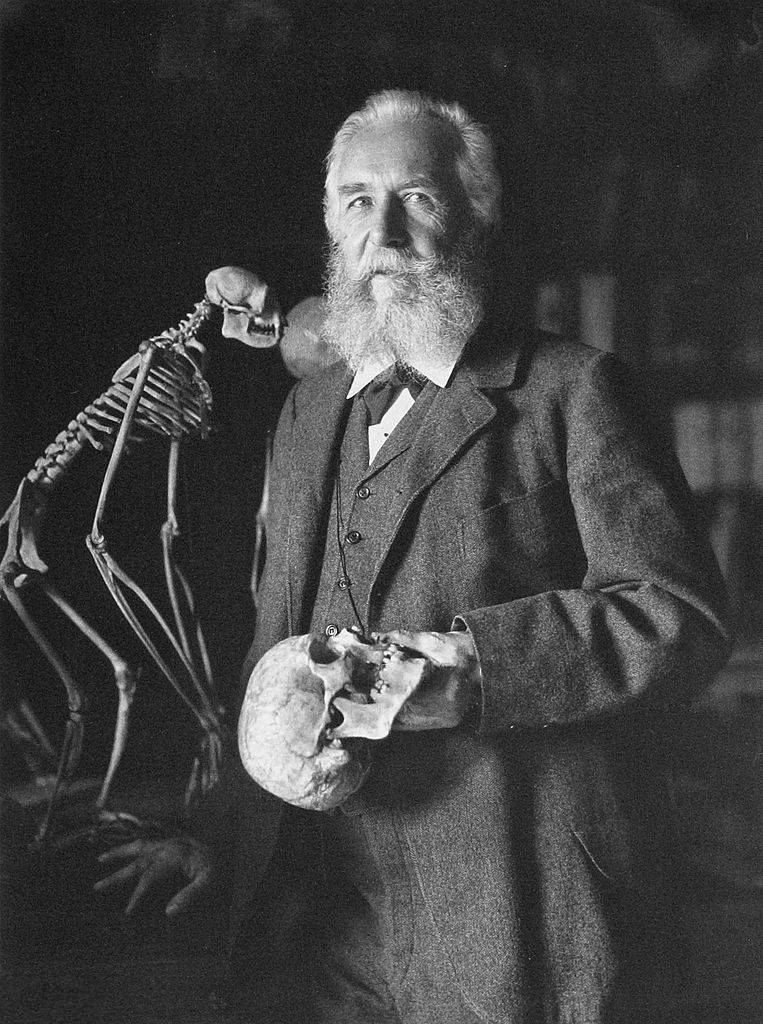
生態学の祖、
エルンスト・ヘッケル

生態学（せいたいがく、英語: ecology）は、生物と環境の間の相互作用を扱う学問分野である。
生物は環境に影響を与え、環境は生物に影響を与える。生態学研究の主要な関心は、生物個体の分布や数にそしてこれらがいかに環境に影響されるかにある。ここでの「環境」とは、気候や地質など非生物的な環境と生物的環境を含んでいる。
なお、生物群の名前を付けて「○○の生態」という場合、その生物に関する生態学的特徴を意味する場合もあるが、単に「生きた姿」の意味で使われる場合もある。

## 生態学の定義
非常に頻繁になされる定義、とくに人類生態学で用いられる定義では、以下の三角関係についての研究が生態学とされている。
- 種内の個体間の関係 - 例： 1匹のウサギは他のウサギとどのように関係しているか。繁殖率が高ければ、ウサギの個体数は増加する。
- 種の組織的な活動 - 例： ウサギの食物消費量の増加が環境に与える影響はどのようなものだろうか。食物を大量に消費すれば、結果として食物不足が起こり、個体群が維持できなくなるだろう。
- これらの活動の環境 - 例： ウサギにとっての環境の変化の結果、ウサギたちは上に述べた状況により死に絶えてしまう。従って、環境はこの活動の(すなわち、ウサギの生存の)生産物であると同時に、この活動を取り巻く状況でもある。

ecology（生態学、エコロジー）という語は、誰がその語を用いているかによって意味するところが異なる。多くの科学者にとって、ecology は基本的な生物科学に属しており、生物個体やそれ以上の生物の集団、およびその環境を研究対象とする。
たとえば、いわゆる生物濃縮の現象は、生態学の理論によってのみ説明が可能な現象である。
科学者でない多くの人にとって「エコロジー」は科学の一分野ではなく、何よりもまず人間およびその活動から自然と環境を保護することであるが、これは人間対自然という二項対立の見地によるものである。
必ずしも一般的ではないが、生態学を科学としての生物学以上のものとする見方もある。その考えによると、生態学とは、自分たち以外の生物と調和して存在し、また我々を取り巻く他の生物群を単なる物として利用すべきではなく、むしろより大きな一貫したシステムに属するそれぞれの要員ととらえ、ひとつの組織であると考える、ある種の世界観である。

## 生態学の歴史

### 生態学の歴史的背景
古代ギリシャのアリストテレスの動物に関する研究やテオプラストスの植物、植物群落についての研究にはじまり、ローマの大プリニウスの自然史などをへて、ロバート・ボイルの呼吸についての研究、ルネ・レオミュールの昆虫の生活史や社会生活に関する研究、さらにリンネの分類学や地理学的研究、ビュフォンの自然史と環境と生物の関係についての研究を生態学の前史にアリー（1949）は位置づけた。
英語の "ecology" は、1866年にドイツのダーウィン主義生物学者エルンスト・ヘッケルにより作られた。ギリシア語の οἶκος（オイコス=ポリスの市民を家長とする家政機関共同体）と λόγος（ロゴス=理論）とを組み合わせたものである。

### 植物地理学とフンボルト

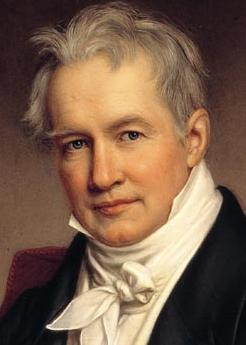
アレクサンダー・フォン・フンボルト（Joseph Stielerによる肖像画）

18世紀から19世紀初頭にかけて、フランスやイギリスといった大きな海事力をもつ国々は、他国との海洋商業確立、新しい自然資源の発見と目録作成を目的に、多くの遠征に出帆した。18世紀初頭に知られていた植物種はおよそ2,000種であったが、19世紀初頭になるとその数は4,000種に増え、現在では400,000種に達している。
これらの遠征には多くの科学者が参加し、中には植物学者も含まれていた。ドイツの探検家アレクサンダー・フォン・フンボルトもその一人であり、エメ・ボンプランと組んで1799年から1804年にかけて行ったスペイン領アメリカの探検によって知られる。フンボルトは生物-環境間の関係に初めて着目したという点から、しばしば生態学の真の父と考えられている。彼は観察された植物種と気候、緯度・経度を用いて記述された植生区分との間に関連があることを明らかにした。このような領域は、現在では植物地理学として知られている。1805年に出版された『Idea for a Plant Geography』はフンボルトの代表著作の一つとされる。また、彼は同時に動物の垂直分布をも明らかにした。
他の重要な植物学者としては、オイゲン・ワルミングなどがいる。

### 生物群集の概念 - ダーウィンとウォレス
1850年ごろ、チャールズ・ダーウィンの「種の起源」出版に伴う革新が起こった。また、ダーウィンは生物個体間や種間、環境との関係を重視して、その仕組みに基づいて進化論を主張したが、その内容は生態学的と言って良いものである。また、こうした進化論は生態学の進歩に対し、一般に大きな影響を与えたと見なされている。
生態学は、反復のある機械的なモデルを、生物学的・有機的な、そしてそれゆえに進化的なモデルへと受け渡した。
同じ時代にダーウィンの競合者であったアルフレッド・ラッセル・ウォレスは、初めて動物種の"地理"について提案をした。当時の何人かの科学者は、種は互いに独立したものではないということを認識し、生物を植物、動物、後には生物群集 (biocenose) に分類した。この生物群集という語は、1877年にカール・アウグスト・メビウスによって作られたものである。

### 生物圏 - ジュースとベルナドスキー
生物地球化学的循環という考え方は、1789年にラヴォアジエが水循環を認識したことに始まるとされ、テオドール・ド・ソシュールの研究によって進展した。一方窒素循環については19世紀中盤から研究が進められていった。
地球の大気圏・水圏・岩石圏の中で生物が発展しているという事実から、1875年オーストリアの地理学者エドアルト・ジュースは「生命が生息する地球表面の場所」という概念を表す用語として「生物圏」を提案した。
1926年、フランスに亡命したロシアの地質学者ウラジミール・ベルナドスキーは、著書『生物圏』の中で「生態学を生物圏の科学」と再定義した。同書では生物地球化学的循環の基本原理が述べられており、生物圏を生物・非生物の作用を含めた循環系として記述した。
史上初めて報告された生態学的な損傷は、18世紀における植民地の増加による森林破壊である。この森林破壊は学者によって警告され、いくつかの植民地では保護林が設定されるとともに森林保護が法制化された。産業革命に伴い、19世紀に入ってからは、人間の活動が環境に与える影響について差し迫った関心が寄せられた。また、景観保護や動物愛護などの考え方とも結びついて、19世紀にはヨーロッパやアメリカにおいて自然保護の考え方が広まり始めた。生態学者という用語は、19世紀の終わりから使われはじめた。

### 生態系の概念とタンズレイ
19世紀を越え、生物地理学の基礎となるべく、植物地理学と動物地理学が結びついた。種の生息地・生育地を扱う生物地理学は、しばしば生態学と混同される。生物地理学は、ある種が特定の生息地・生育地になぜ存在するか、その理由を説明する試みである。
1935年、イギリスの生態学者アーサー・タンズリーは、生物群集と生息空間 (biotope) との間に成り立つ相互作用の系を生態系 (ecosystem) と名付けた(実際はアーサー・クラファム(Arthur Roy Clapham)という説もある)。こうして生態学は、"生態系の科学"になったのである。

### ラブロックのガイア仮説
第二次世界大戦後、地球上での人間の役割と立場に関する人間生態学の一分野では、核エネルギーや工業化、人口の社会的意義、工業国による天然資源の濫用、第三世界の国々で起こっている指数関数的な人口増加などの新しい課題に取り組んでいる。
ジェイムズ・ラブロックが彼の著作『The Earth is Alive』の中で提唱した「ガイア」(Γαῖα) という世界観は、地球をひとつの巨大な生物に喩えている。議論になるところではあるが、このガイア仮説は一般人の生態学への興味を増加させた。"母なる大地"であるガイアが「人間と人間の活動のせいで病気になりつつある」ととらえる者もいた。科学的視点では、この仮説は生物圏と多様性を世界規模の観点からとらえる新しい生態学とつじつまがあっている。

### 人類生態学
人類生態学はシカゴにおける植生遷移変化の研究を通して1920年代に始まり、1970年代にひとつの研究分野として確立した。人類生態学では「地球上に広く生息する人間も主要な生態学的な要因（ecological factor）である」という認識に注目した。生息地の開発（特に都市計画）、集約的な漁業、あるいは農業・工業活動を通じて人類は大きく環境に手を加えるからである。
人類生態学は、人類学者、建築家、生物学者、人口統計学者、生態学者、人間工学研究者、民族学者、都市計画研究者、医師といった研究者が参画する分野として始まった。
人類生態学は生態学の支流であり、人間、その組織的な活動、人間をとりまく環境についての研究を行う。これを human ecology や ecological anthropology 等と言う。
学問的研究と環境保護運動の過程における相互関係や、新宗教的なエゾテリック派によって思想／宗教／世界観に環境保全的な価値観が存在し、自然と人間との関係が深く影響されていると仮定する環境保全主義的イデオロギー（environmentalism）が近年の一般的な議論で目立ち始めている。この派閥は特に欧米の文化人類学者によって批判されてきたが、その理由として、仏教徒が元々自然保護派であり、キリスト教は単に世界征服を目指したモノテイズムである等と言った単純な理論立てが「環境」から「価値」へ議論テーマをそらしてしまう様であり、民族主義的な対立を引き起こす可能性が含まれているからである。仮に environmentalism の提言する宗教基盤の価値観が人間と自然の関係を左右するとしたら、日本特有である自然界を対象とする「神道」は環境保全に効果があるはずであるが、現実は違う。環境保全主義的イデオロギーの「パラダイム」（environmentalist paradigm）と呼ばれている派閥には多数の流れがあり、中には環境保全的アジアニズムといったナショナリストや欧米人であり、欧米社会環境で社会化した人が「反欧米的価値観」を主張するといった複雑な面もあり、environmentalism 研究と言う新たな分野が注目されている（Berkes 2001, Ingold 1993, Kalland 2003, 2005, Pedersen 1995）。生態学における知見は上記の「内心面的」なものに限らず、個人や集団の諸外部への関係へも発展した。その中で、例えば政策や都市経営に適用しようとする政治生態学（political ecology）が1920年代から研究されたが、この場合の「政治」は社会と経済も含まれている意味合いがある。なお、Roy Rappaport（1984）をはじめとする人間と生態系の関わりに見られる細かな関数的な相互影響のシステム論（サイバネティックス）と解釈する学派も存在する。後者は自然科学と文化研究の結合として発展していったが、メカニックな生態系解釈は批判の対象にもなっている。

## 生態学の基本法則

### 生態学の研究分野
生態学は生物学の一分野である。生態学で扱う対象は生物体、個体群、群集、生態系や生物圏などである。
生態学では、生物とそれをとりまく環境間の相互の関係に焦点を当てた研究を行う。そのため、地質学・生化学・地理学・土壌学・物理学・気象学などの他の学問分野とも関連をもち、総合的な（=非還元主義的な）学問とされる。
以下に、生態学における諸分野を、スケールの小さな物から大きい物の順に列挙する。
個体生態学 (organismal ecology)
環境による生物個体への影響を研究する。生理学(生態生理学)、進化生態学、行動生態学を含む。
個体群生態学 (population ecology)
個体数に影響する要因や個体数の変化を研究する。
群集生態学 (community ecology)
捕食や競争のような種と種の相互作用を研究する。
生態系生態学 (ecosystem ecology)
生態系と環境の関係を研究する。エネルギーの流れや化学的循環に着目する。
景観生態学 (landscape ecology)
生態系を横断したエネルギーや物質の循環、生物の移動に関して研究する。
地球生態学 (global ecology)
エネルギーや物質の循環が、生態圏・生物圏を横断した生物の機能や分布に与える影響について研究する。

## 生物圏と生物多様性
現代の生態学者にとっては、
- 個体レベル
- 個体群レベル
- 生物群集レベル
- 生態系レベル
- 生物圏レベル

といった幾つかのレベルで研究がなされ得る。
個体レベルで生態学的な視点と言えば、古くは生理生態学的なアプローチ、と言うことになろう。たとえばある種の海岸生物の分布域を、個体の耐塩性と関連づける、といったものである。近年では、行動生態学の進歩によって、行動や生活史の上での特徴までもが個体を単位に考える必要が示されている。
個体群レベルでは、対象は個々の生物の種、あるいはその一部である。ただしその個体を取り上げ、研究室内でその機能と構造を調べるのではなく、その生物が生存している場に於いて、さまざまな特性について考える。当然ながら対象とする地域は狭く、その生物の活動圏がひとつのまとまりである。
生物圏レベルの視点に立った場合、地球は水圏・岩石圏・大気圏といった構成要素から成っている。大気圏の外側に磁気圏を置き、水圏と大気圏を流体圏として統合することもある。ときに第四の要素として扱われる生物圏は、惑星上で生命が発展できる部分である。生物圏から人間活動部分を分け、人間圏とすることもある。
生物の大多数は-100～+100mの間に位置する区間に生息しているが、生物圏は深さ11,000m、海抜15,000mまでの非常に薄い表層である。
生命の起源はおよそ40億年前であると考えられている。生命は当初、深海の熱水噴出孔や海水内など嫌気的な環境で発生し繁栄したが、27億年前に光合成能力を持つシアノバクテリアが誕生し、繁栄していくことで地球環境が大きく変化した。シアノバクテリアが放出する酸素の増大に従い、まず大気圏内の二酸化炭素やメタンが消費され、温室効果が消失して24億年前にはヒューロニアン氷期とよばれる最初の全球凍結期に突入した。22億年前にこの氷期は終結するが、この時期には海中でも鉄の酸化が活発となり、縞状鉄鉱床がさかんに生成された。19億年前にこの酸化も終わると大気中の酸素分圧が目立って増加し、窒素と酸素からなる現在の地球の大気となっていった。生物圏の活動が大気圏や水圏におよぼした、最も大きな影響のうちの一つである。この変化は生物圏内にも巨大な影響を与え、それまでの嫌気性生物は海中深くなど特殊な環境を除いて大量に絶滅し、かわって酸素を必要とする生物が主流となった。この変化は生物の複雑化につながり、19億年前には真核生物が登場し、やがて多細胞生物が現われた。酸素分圧の上昇は紫外線から生物を守るオゾン層の上空への移動と拡大をもたらし、生物の陸上への進出と発展をもたらした。地上の生物の多様性は、大陸が分離・衝突することによって増大したと考えられている。大陸移動によって取り残された地塊には大陸で絶滅した古い種が残存しやすく、さらに孤島では新しい種の侵入も少ないことから固有種が多く存在する場合がある。

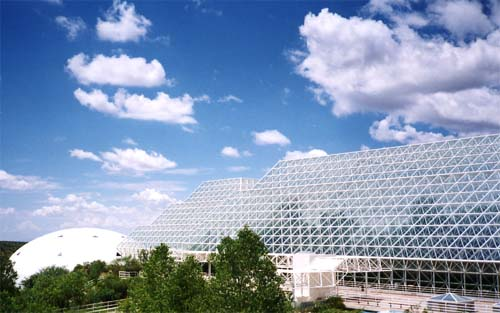
アメリカ合衆国アリゾナ州に建設された密閉型人工生態系研究施設、バイオスフィア2の外観

生物圏と生物多様性は、地球の特徴として不可分なものである。生物圏は、生物が存在する領域として定義されるが、生物多様性はその多様さを指す概念である。例えるなら、生物圏が容れ物であるならば、多様性はその内容物の状態を表している。多様性は、生態系レベル、個体群レベル（遺伝的多様性）、種間レベル（種多様性）といった異なる枠組みでとらえることができる。
生物圏は、炭素・窒素・酸素といった、多くの生物にとって必要な元素を非常に多量に含む。リン・硫黄・カルシウムなどのその他の元素も、生物には不可欠である。生態系・生物圏レベルでは、これらの要素は無機・有機の状態間で変化しながら、常に循環している。
生態系が機能するための主要なエネルギー源は、太陽光である。植物は光合成により、光を化学エネルギーに変換する。この過程で糖が生成され、生態系を動かす第二のエネルギー源となる。糖のうちいくつかは、エネルギー源として他の生物に利用され、その他の糖もアミノ酸などの高分子を形成する材料となる。動物媒を行う植物の場合、糖から蜜を作り送粉者を誘うことで、繁殖を可能にしている。
細胞呼吸は、哺乳類などの生物が糖を二酸化炭素や水に変換し、エネルギーを得る過程である。他の生物の呼吸活動に対する植物の光合成活動の割合は、大気中の成分構成（特に酸素）を決定する。気流は大気を攪拌することで、生物活動が濃密な地域と希薄な地域との間での大気バランスを保つ役割を持つ。極地方の寒気と赤道地方の暖気は、低緯度帯のハドレー循環・中緯度帯のフェレル循環・高緯度帯の極循環の3つの空気循環からなる、いわゆる大気大循環によって攪拌されており、熱の不均衡を緩和する役割を持っている。
水もまた水圏・岩石圏・大気圏・生物圏の間でやり取りされる存在である。海洋は水を蓄えた巨大なタンクであり、熱的・気候的安定性を請け負うとともに、海流によって化学物質の輸送も担っている。深海では熱塩循環と呼ばれる長期的な海水の大循環が起こっており、熱や物質の均一化をもたらしている。
生物圏がどのように働いているか、また人間の活動によって生じる機能不全をより深く理解することを目的とし、アメリカのアリゾナ州にバイオスフィア2と呼ばれる密閉型人工生態系が1991年に建設され、同年から2年間を1サイクルとして長期実験が行われる予定だった。しかしこの実験は酸素分量の低下などのさまざまな問題によって、最初の2年間の実験のみで打ち切られた。1994年にも短期実験が行われたものの打ち切られ、この実験は失敗に終わった。

### 生態系の概念
生態学の第一の原理は、各々の生物は、それを取り巻く環境を作りあげる他のあらゆる要素との間に、進行的・継続的な関係をもつということである。「生態系」とは、「生物・環境間の相互作用の存在するあらゆる状況」として定義することができる。
生態系は、生物（生物群集）と、その生物が存在するための媒体（生育地・生息地）という、2つの構成要素から成る。生態系内では、種は食物連鎖において互いに関係し、依存し合っている。また、生物同士や環境との間で、エネルギーと物質をやりとりする。
生態系という概念は、さまざまなスケールの単位 --- 1つの池、1つの草地、あるいは1個の木片といった --- に適用できる。
微小な生態系の単位として microecosystem という言葉が使われる。例として、1個の石とその下に存在するすべての生物との関係を考えることができる。同様に、mesoecosystem は森林、macroecosystem は全ての生態地域というように使い分けられる。
生態系はしばしば以下のような、関連する生息空間に基づいて分類される。
- 陸上生態系：森林、牧草地、農業地など
- 内水生態系：静水域（湖や池）、動水域（川）
- 海洋生態系：海

### 恒常性
生息空間は、地質、地理、気候といった非生物的な環境要因によって、その範囲が規定される。非生物的な環境要因としては、以下のものが挙げられる。
- 水 - 生物にとって不可欠なものである。陸上においては、供給される水の量（降雨量など）と季節変動が重要な環境要因である。
- 空気 - 生物に酸素と二酸化炭素を供給する。また、花粉や胞子を散布する。
- 土 - 養分供給源として成長を支える。土は岩石の破砕物と有機物が混じったもので、有機物は生物起源の、いわゆるデトリタスである。基盤となる岩石の成分があまりに特殊な場合、土壌成分が偏り、成立する生物群集が制限される場合がある。
- 温度 - 高温すぎても低温すぎても生物の活動は制約される。生物種によっては温度に対する耐性は様々である。地球上では、おおむね低温の程度によって生物多様性が制限される。
- 光 - 光合成に必要である。光の当たらない環境（地下や深海など）では、一般には生産者が欠損する[36]。

ただし、このような非生物的要因に、生物が全く関与できないかと言えば、そうではない。一般の見方としては、気候的要因などは緯度や標高などによって決定されるものと思われるが、そのようなものであっても、生物の存在によってある程度の変化は生じる。例えば、過度の伐採によって砂漠化している地域があるとする。一度砂漠化すると回復は難しいが、それではなぜ以前には樹木があったのかという疑問が生じる。これは、樹木が過度の攪乱（かくらん）を受けなければ、砂漠にならなかった、つまり砂漠の気候になるのを植物が止めていたことを意味する。一般的に、植物がよく生育していた環境を、過度の攪乱によって裸地化した場合、気温の変動幅が大きくなり、乾燥化する傾向がある。このように、非生物要因によって生物群集が影響を受けることを作用、逆に生物群集が非生物要因に影響を与えることを反作用という。

## 生態学的な危機
生態系は環境の変化によって大きな損害を受けることがあるが、ある程度の摂動や攪乱であれば回復力によって徐々に原状に近い状態へと回復する。こうした様子は二次遷移と呼ばれ、遷移が頂点に達すると極相と呼ばれる安定した状態となる。しかしながらある一定の限度（閾値）を超えると生態系が大きく損なわれ、原状回復が困難となる。過去においては地球規模の環境変化によって大規模な生態学的危機が起こり、幾度か生物の大量絶滅が発生している。これまでの大量絶滅は大陸移動による気候の寒冷化や温室効果の消失、巨大隕石の衝突といった自然現象によるものだったが、人類がその活動を活発化させるに伴い生態系の破壊が進み、人類活動によって大量絶滅期が引き起こされている。こうした影響を最小限にとどめるため、持続可能性に基づく持続可能な開発の概念が提唱されている。
1986年、チェルノブイリ原子力発電所で発生したメルトダウン事故では、放射線への大量被曝の影響を受け、多くの人々と動物が癌によって死亡し、多数の奇形が発生したと報告されている。現場周辺の土地は、事故により生じた多量の放射性物質のため、現在では放棄されている。
2012年6月6日、地球の生態系は気候変動、人口増加、環境破壊の要因により、今後数世代で崩壊し、その転換点が今世紀中に訪れるという報告が『ネイチャー』に発表された。しかし、持続不可能な成長パターン、資源の消耗などを止めることで回避することは可能としている。

## 政治的生態学
政治的生態学（英語: political ecology）とは、政治的・経済的・社会的要因がどのように環境に影響を与えているかを研究する領域である。近年の環境悪化の結果として、エコロジー運動の機運が高まっているが、政治・イデオロギーと科学としての生態学の基本的な違いを理解することは重要である。

## 生態学の関係分野
- 個体群生態学 - Population ecology
- 群集生態学 - Community ecology
- 生態系生態学 - Ecosystem ecology
- 進化生態学 - Evolutionary ecology
- 社会生態学 - Social ecology
- 社会生物学 - Sociobiology
- 森林生態学 - Forest ecology
- 数理生態学 - Mathematical ecology
- 島嶼生物学（島嶼生態学） - Island biogeography (Island ecology)
- 統計生態学 - Statistical ecology
- 動物生態学 - Animal ecology
- 植物生態学 - Plant ecology
- 繁殖生態学 - Reproductive ecology
- 微生物生態学 - Microbial ecology
- 分子生態学 - Molecular ecology
- 景観生態学 - Landscape ecology
- 保全生態学 - Conservation ecology
- 農業生態学 - Agroecology
- 応用生態学 - Applied ecology
- 水生生態学 - Aquatic ecology
- 行動生態学 - Behavioral ecology
- 化学生態学 - Chemical ecology
- 生態人類学 - Ecological anthropology
- 生態毒性学 - Ecotoxicology
- 人間生態学 - Human ecology -社会学的用法
- 産業生態学 - Industrial ecology
- マクロ生態学 - Macroecology
- 古生態学 - Paleoecology
- 復元生態学 - Restoration ecology
- 土壌生態学 - Soil ecology
- システム生態学 - Systems ecology
- 理論生態学 - Theoretical ecology
- 熱帯生態学 - Tropical ecology
- 都市生態学 - Urban ecology
- 地域生態学 - local ecosystem